# Пеніжківська сільська рада
Пені́жківська сільська́ ра́да — адміністративно-територіальна одиниця та орган місцевого самоврядування у Христинівському районі Черкаської області. Адміністративний центр — село Пеніжкове.

## Загальні відомості
- Населення ради: 608 осіб (станом на 2001 рік)

## Населені пункти
Сільській раді були підпорядковані населені пункти:
- с. Пеніжкове

## Склад ради
Рада складалась з 12 депутатів та голови.
- Голова ради: Байда Олена Миколаївна
- Секретар ради:

### Керівний склад попередніх скликань
| Прізвище, ім'я, по батькові | Основні відомості | Дата обрання | Дата звільнення |
| --------------------------- | --- | ------------ | --------------- |
| Юрко Павло Петрович         | Сільський голова, 1953 року народження, освіта середня спеціальна, член Народної партії                                         | 26.03.2006   | 31.10.2010      |
| Юрко Павло Петрович         | Сільський голова, 1953 року народження, освіта середня спеціальна, член Народної партії                                         | 31.10.2010   | 25.10.2015      |
| Байда Олена Миколаївна      | Сільський голова, 1966 року народження, освіта професійно-технічна, безпартійна, від партії Блок Петра Порошенка «Солідарність» | 25.10.2015   |                 |

Примітка: таблиця складена за даними сайту Верховної Ради України та ЦВК

### Депутати VII скликання
За результатами місцевих виборів 2015 року депутатами ради стали:

#### За суб'єктами висування
| Суб'єкт висування | Кількість обраних депутатів | %      |
| ----------------- | --------------------------- | ------ |
| Самовисування     | 12                          | 100.00 |

#### За округами
| № округу | Прізвище, ім'я, по батькові       | Ким висунуто  | Дата нар.  | Освіта              | Партійна приналежність | Відомості                                  |
| -------- | --------------------------------- | ------------- | ---------- | ------------------- | ---------------------- | ------------------------------------------ |
| 1        | Пустоход Світлана Миколаївна      | Самовисування | 28.11.1965 | професійно-технічна | безпартійна            | магазин, продавець                         |
| 2        | Букатинська Наталія Василівна     | Самовисування | 28.05.1974 | загальна середня    | безпартійна            | домогосподарка                             |
| 3        | Грушкевич Валентина Олександрівна | Самовисування | 06.02.1970 | загальна середня    | безпартійна            | Пеніжківська сільська рада, техпрацівник   |
| 4        | Підчас Олена Дмитрівна            | Самовисування | 04.06.1987 | професійно-технічна | безпартійна            | домогосподарка                             |
| 5        | Курінна Надія Олександрівна       | Самовисування | 13.01.1989 | професійно-технічна | безпартійна            | Христинівський молокозавод, фельдшер       |
| 6        | Турчак Людмила Левківна           | Самовисування | 12.12.1964 | загальна середня    | безпартійна            | домогосподарка                             |
| 7        | Грушкевич Руслана Володимирівна   | Самовисування | 06.04.1987 | професійно-технічна | безпартійна            | ДНЗ «Котигорошко», повар                   |
| 8        | Ткачук Наталія Михайлівна         | Самовисування | 28.08.1976 | професійно-технічна | безпартійна            | домогосподарка                             |
| 9        | Цимбал Вадим Валентинович         | Самовисування | 16.07.1971 | професійно-технічна | безпартійний           | Пеніжківська сільська рада, землевпорядник |
| 10       | Руденька Галина Світланівна       | Самовисування | 13.07.1967 | професійно-технічна | безпартійна            | ФОП «Плужник», пекар                       |
| 11       | Алексійчук Людмила Степанівна     | Самовисування | 03.02.1990 | вища                | безпартійна            | ДНЗ «Котигорошко», завідувачка             |
| 12       | Любіна Юлія Петрівна              | Самовисування | 02.10.1993 | професійно-технічна | безпартійна            | відпустка по догляду за дитиною            |

### Депутати VII скликання
За результатами місцевих виборів 2010 року депутатами ради стали:

#### За суб'єктами висування
| Суб'єкт висування                                       | Кількість обраних депутатів | %    |
| ------------------------------------------------------- | --------------------------- | ---- |
| Самовисування                                           | 6                           | 42,9 |
| Народна партія                                          | 3                           | 21,4 |
| Соціалістична партія України                            | 3                           | 21,4 |
| Політична партія Всеукраїнське об'єднання «Батьківщина» | 1                           | 7,1  |
| Політична партія «Наша Україна»                         | 1                           | 7,1  |

#### За округами
| № округу                                                | Прізвище, ім'я, по батькові       | Дата визнання обраним | Освіта  | Партійна приналежність                | Відомості про обраного депутата                    |
| ------------------------------------------------------- | --------------------------------- | --------------------- | ------- | ------------------------------------- | -------------------------------------------------- |
| Народна Партія                                          |                                   |                       |         |                                       |                                                    |
| 2                                                       | Семко Надія Миколаївна            | 02.11.2010            | середня | позапартійна                          | тимчасово не працює                                |
| 13                                                      | Цимбал Тетяна Терентіївна         | 02.11.2010            | вища    | позапартійна                          | Пеніжківський НВК, вчитель                         |
| 14                                                      | Подчас Олена Дмитрівна            | 02.11.2010            | середня | позапартійна                          | тимчасово не працює                                |
| Політична партія Всеукраїнське об'єднання «Батьківщина» |                                   |                       |         |                                       |                                                    |
| 5                                                       | Грушкевич Валентина Олександрівна | 02.11.2010            | середня | позапартійна                          | Пеніжківська сільська рада, техпрацівник           |
| Політична партія «Наша Україна»                         |                                   |                       |         |                                       |                                                    |
| 6                                                       | Байда Олена Миколаївна            | 02.11.2010            | середня | член Політичної партії «Наша Україна» | Пеніжкіська сільська рада, секретар сільської ради |
| Соціалістична партія України                            |                                   |                       |         |                                       |                                                    |
| 1                                                       | Пустова Світлана Миколаївна       | 02.11.2010            | середня | позапартійна                          | с. Пеніжкове, магазин № 75, продавець              |
| 9                                                       | Турчак Людмила Левківна           | 02.11.2010            | середня | позапартійна                          | Пеніжківська сільська рада, землевпорядник         |
| 11                                                      | Довгань Юрій Іванович             | 02.11.2010            | вища    | позапартійний                         | пенсіонер                                          |
| Самовисування                                           |                                   |                       |         |                                       |                                                    |
| 3                                                       | Букатинський Петро Іванович       | 02.11.2010            | середня | позапартійний                         | приватний підприємець                              |
| 4                                                       | Турчак Яків Федорович             | 02.11.2010            | середня | позапартійний                         | Пеніжківський НВК, оператор газової котельні       |
| 7                                                       | Усик Василь Васильович            | 02.11.2010            | середня | позапартійний                         | тимчасово не працює                                |
| 8                                                       | Загороднюк Валентина Василівна    | 02.11.2010            | вища    | член Партії регіонів                  | Пеніжківський НВК, вчитель                         |
| 10                                                      | Ломачинська Світлана Борисівна    | 02.11.2010            | середня | позапартійна                          | Пеніжківський НВК, техпрацівник                    |
| 12                                                      | Підопригора Олена Миколаївна      | 02.11.2010            | середня | позапартійна                          | тимчасово не працює                                |